# Topklasse cricket 2010
De topklasse 2010 is in het Nederlands cricket de hoogste klasse voor herenteams in 2010. Aan deze competitie nemen acht teams deel. Tot 2010 werd de hoogste cricketcompetitie de hoofdklasse genoemd, deze hoofdklasse bestond uit 10 teams. De kampioen van deze competitie werd VRA. Er promoveerde en degradeerde geen team aan het einde van de competitie.
De competitie begint met een reguliere competitie tussen alle teams. Daarna spelen de eerste vier en laatste vier teams een halve competitie, waarin de onderlinge punten uit de reguliere competitie worden meegenomen. Na de halve competitie maken de teams uit de halve competitie van de eerste vier via play-offs uit wie de landskampioen wordt. Het laatste team in de halve competitie van de laatste vier speelt een best-of-three tegen de kampioen uit de hoofdklasse.

## Ranglijst na de reguliere competitie
In de reguliere competitie werd de uitgangspositie bepaald voor de daaropvolgende halve competitie. De reguliere competitie is als volgt geëindigd:
| pos | club          | wedstrijden | punten |
| --- | ------------- | ----------- | ------ |
| 1   | Excelsior '20 | 14          | 19     |
| 2   | VRA           | 14          | 17     |
| 3   | HCC           | 14          | 17     |
| 4   | Hermes DVS    | 14          | 17     |
| 5   | ACC           | 14          | 13     |
| 6   | VOC           | 14          | 11     |
| 7   | Rood en Wit   | 14          | 11     |
| 8   | Quick Haag    | 14          | 7      |

#### Uitleg kleuren
| Kleur | Betekenis |
| ----- | --- |
|       | Halve competitie en daarna play-offs om kampioenschap                                                                     |
|       | Halve competitie, daarna speelt het uiteindelijk laatste team een best-of-three tegen de kampioen van de hoofdklasse 2010 |

## Halve competities
In de twee halve competities namen de teams alleen punten mee die werden verkregen in de reguliere competitie uit wedstrijden tegen andere teams uit de halve competitie. In de halve competitie voor play-offs om kampioenschap konden teams een zo goed mogelijke uitgangspositie verkrijgen voor de play-offs. Na de halve competitie tegen degradatie moest het laagstgeklasseerde team een best-of-three spelen om promotie/degradatie tegen de kampioen uit de hoofdklasse.
De standen na de halve competities zijn als volgt:
| pos | club          | wedstrijden | punten |
| --- | ------------- | ----------- | ------ |
| 1   | Excelsior '20 | 9           | 13     |
| 2   | VRA           | 9           | 8      |
| 3   | Hermes DVS    | 9           | 8      |
| 4   | HCC           | 9           | 7      |

| pos | club        | wedstrijden | punten |
| --- | ----------- | ----------- | ------ |
| 1   | Rood en Wit | 9           | 14     |
| 2   | VOC         | 9           | 9      |
| 3   | ACC         | 9           | 8      |
| 4   | Quick Haag  | 9           | 5      |

## Play-offs
De laatste fase van de competitie bestond uit play-offs om het kampioenschap en een best-of-three tussen het laagstgeplaatste team, Quick Haag en de kampioen uit de hoofdklasse, Dosti.

### Play-offs om het kampioenschap
De play-offs om het kampioenschap verliepen als volgt:

### Best-of-three om promotie/degradatie
De best-of-three om promotie/degradatie werd gespeeld tussen Quick Haag en Dosti. In de eerste wedstrijd won Quick Haag. In de tweede wedstrijd won Dosti. Dosti won ook de derde en daarmee beslissende wedstrijd.
In januari 2011 werd bekend dat Quick Haag in beroep is gegaan tegen de uitslag van deze best-of-three. Volgens Quick Haag, dat een privé-detectivebureau had ingeschakeld, heeft Dosti tijdens deze best-of-three spelers opgesteld die niet speelgerechtigd waren.
Na enkele procedures werd geoordeeld dat Dosti inderdaad de reglementen had overtreden en dus niet promoveert naar de topklasse. Behalve dat Dosti tegen Quick Haag de regels had overtreden, bleek dat Dosti al in de wedstrijden naar aanloop van de best-of-three de reglementen had overtreden. Hierdoor werd het kampioenschap van Dosti in de hoofdklasse ontnomen en toegekend aan HBS.
Om uit te maken of Quick Haag of HBS in de topklasse 2011 zou mogen spelen, werd daarom besloten om opnieuw een best-of-three te houden in april 2011. Deze best-of-three werd gewonnen door Quick Haag en daarom speelt Quick Haag in 2011 opnieuw in de topklasse.
2007 · 2008 · 2009 · 2010 · 2011 · 2012 · 2013